# Complexo de superaglomerados Peixes-Baleia
O complexo de aglomerados de Peixes-Baleia (alternativamente, complexo de superaglomerados de Pisces-Cetus) é um complexo de superaglomerados de galáxias ou filamentos galácticos que inclui o superaglomerado de Virgem (que por sua vez inclui o Grupo Local, o aglomerado galáctico em que a Via Láctea está localizada).

## Descoberta
O astrônomo R. Brent Tully, do Instituto de Astronomia da Universidade do Havaí identificou o complexo em 1987.

## Dimensão
Estima-se que o complexo de superaglomerados Peixes-Baleia se estenda por 1.0 bilhão de anos-luz e possua uma largura de 150 milhões de anos-luz. Este complexo é uma das maiores estruturas já identificadas no universo, sendo superado pela Grande Muralha Sloan,  que se estende por 1,37 bilhão de anos-luz  o complexo Huge-LQG e a Grande Muralha Hércules-Corona Borealis.
O complexo abrange aproximadamente 60 aglomerados e possui uma massa estimada de 1018 M☉. De acordo com o descobridor, este complexo é composto por 5 partes:
1. O superaglomerado Peixes-Baleia
2. A cadeia Perseu-Pégaso, incluindo o superaglomerado Perseu-Peixes
3. A cadeia Pégaso-Peixes
4. A região do Escultor, incluindo o superaglomerado de Escultor e o superaglomerado de Hércules
5. O superaglomerado Virgem-Hidra-Centauro, que contém o superaglomerado de Virgem (superaglomerado Local) e também o superaglomerado Hidra-Centauro.[3]

Com uma massa de 1015 M☉, o superaglomerado de Virgem contribui com apenas 0.1 por cento da massa total do superaglomerado.

## Imagem

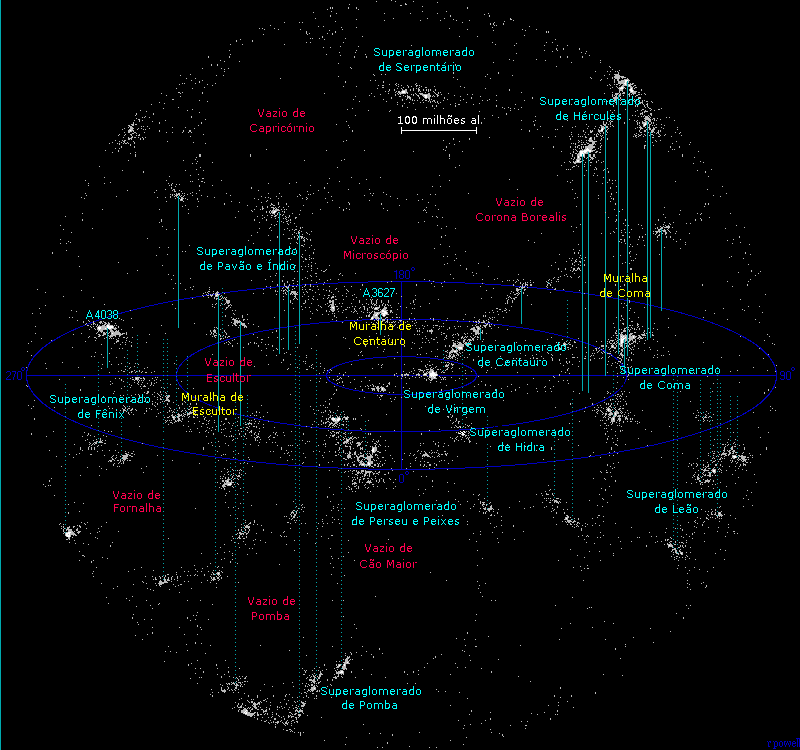
Mapa dos superaglomerados mais próximos de nosso superaglomerado de Virgem, do qual se pode inferir a dimensão do complexo de aglomerados Peixes-Baleia conforme as informações fornecidas pelo artigo.